# Карнавал цветов
«Карнава́л цвето́в» — первый советский экспериментальный цветной фильм-концерт, снятый в 1935 году по двухцветной субтрактивной системе на студии «Межрабпомфильм». Художественно-документальное кинополотно состоит из четырёх самостоятельных фрагментов. Выпущен на экраны 1 сентября 1935 года.
В 2012 году был восстановлен цифровым способом с сохранившихся в Госфильмофонде России исходников.

## Хронология
Голос за кадром сообщает об экспериментальном характере работы, ставшей итогом двухлетней работы студии по созданию советского цветного кино. Предлагается оценить первые удачи и неудачи в различных цветовых сочетаниях.
1. Советское изобразительное искусство социалистического реализма
Показаны одно за другим полотна и скульптуры: «Портрет В. И. Ленина» Андреева, «Ленин в Смольном» Соколова, «Приезд тов. Сталина в 1-ю Конармию» Авилова, «К. Ворошилов» Герасимова, «Будённый» Мешкова, «Фрунзе» Меркурова, «Допрос коммунистов» Иогансона (детали и целиком), «Гибель Чапаева» Пшеничникова, «Колчаковщина» Никонова, «Смеющийся красноармеец» Менделевича, «Красноармейская памятка» Дени, «Памяти Ленина» Богородского, «Доклад И. В. Сталина на XVI партсъезде» Герасимова (целиком и фрагмент), «Магнитогорск» Модорова, «Ударник Днепростроя» Бродского, «Старое» Штеренберга, «Выход колхозниц на работу» Гапоненко, «Девушка с кувшином» Архипова, «Гилячка с ребёнком», «Подписывают соцдоговор» Дроздова, «Футбол» Дормидонтова, «Портрет Бубнова» Космина, «Пушкин» Кончаловского, «Зимняя дорога» Рылова, «Зима» Грабаря, «Мартовский пейзаж» Юона, «Любовь» Антонова, «Советский суд» Иогансона (фрагменты и целмком), «Портрет Демьяна Бедного» Яновской, «Снедь московская» Машкова, «Безработные женщины на Западе» Дейнеки (фрагмент и целиком), «Пугачёв» Фри-Хара, «Софья Перовская» Кепинова, «Клара Цеткин» Лавров, Лаврова, «Вперёд к мировому Октябрю» Тоидзе, «Часовой» Шервуда.
2. Цвет в движенииОпыт № 2 — Первомай

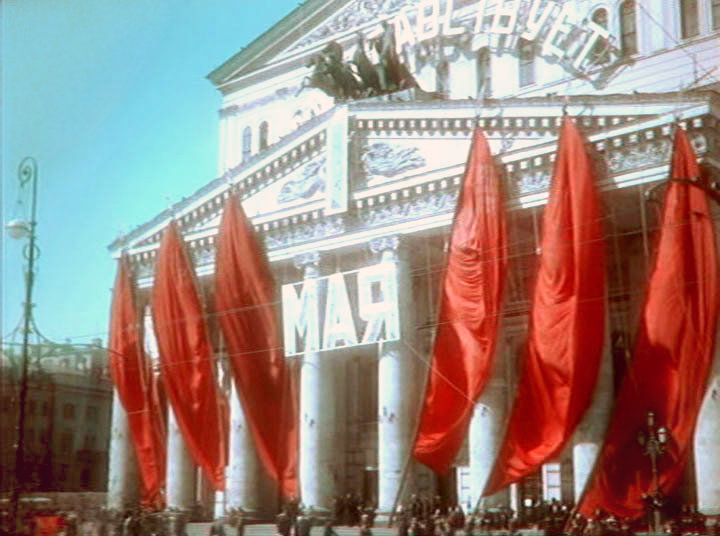
Опыт № 2 — Первомай

Панорама на Московский Кремль, на фоне лазурного неба реет алый флаг, проезд всадников вдоль Большого Кремлёвского сквера. Красная площадь в торжественном убранстве. Начинается парад, проходят ополченцы со знамёнами, за ними шеренги пионеров, затем курсанты с авиамоделями. Строем с винтовками наперевес идут красноармейцы, затем лётчики в парадной форме, за ними вновь красноармейцы, вооружённые автоматами, конница с тачанками, кавалерия. На площади показываются ряды броневиков, машины БМП и ПВО с огромными прожекторами. Следом танки. Над шпилями Исторического музея показываются самолёты, они пролетают над трибунами,  публика аплодирует. Завершая военную часть парада, площадь пересекает военный оркестр. За ним следуют колонны трудящихся разных районов Москвы — видны растяжки Бауманского, Сокольников, Дзержинского, Октябрьского, Красной пресни, Фрунзенского и Ленинского районов. В их руках знамёна, лозунги, транспаранты с портретами советских вождей. Их сменяют колонны физкультурников в белой, а затем зелёной униформе. Через проезд вдоль алых флагов зритель переносится на также украшенную Театральную площадь. На главном фасаде Большого театра огромными буквами: «Да здравствует 1 Мая». На бортах грузовиков театральные коллективы с названиями своих спектаклей, многие в исторических костюмах. Национальные танцевальные ансамбли выступают прямо среди толпы зевак.
Вечерняя праздничная иллюминация на центральных улицах и площадях Москвы.Опыт № 3 — Кадриль

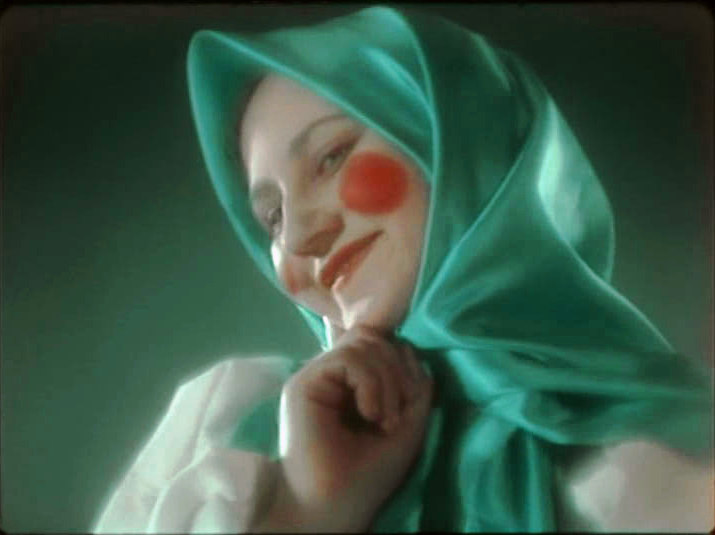
Опыт № 3 — Кадриль

3. Песенно-танцевальные номера
Три пары в псевдо-народных костюмах исполняют шуточную кадриль в декорационной выгородке со скамейкой. Частушки под гармошку с балалайками в исполнении хора девушек на фоне яркой рубиновой звезды. Пародийное танго с участием «теней» Чарли Чаплина, мисс Люси, Пата и Паташона.
4. Киноочерк о Советской Грузии «Осень на юге»Опыт № 4 «Осень на юге»

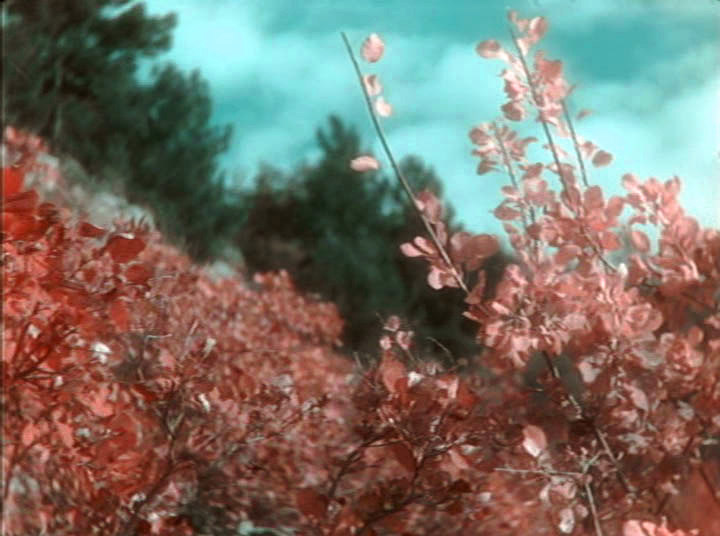
Опыт № 4 «Осень на юге»

Флаг на корме судна, идущего по морю. Пассажиры на морской прогулке, вдалеке видна горная цепь. Пурпуролистные заросли на крутых склонах. Прибрежные пейзажи с яркой растительностью. Запряжённые волами повозки вдоль берега. Снег на дальних вершинах. Пурпурные листья и гроздья красных ягод. Разгрузка в морском порту. Спелые плоды на ветке и карта Грузинской ССР с рекордными цифрами урожайности мандаринов. Погрузка цитрусовых. Титры сообщают о наказе тов. Сталина на 1937 год и обещании превращения Грузии в советскую Флориду. «А мандарины, апельсины, лимоны, бывшие в прошлом предметом роскоши, станут предметом широкого потребления трудящихся Советского Союза!» — приводится цитата из речи тов. Берия на XVII съезде партии. Красные закатные морские пейзажи. Солнце, скрывающееся за горизонт. Наступление сумерек.
Голос за кадром анонсирует выход на экран в недалёком будущем первого цветного звукового советского фильма «Соловей-Соловушко».

## История создания
Проекту предшествовали проводившиеся в течение двух лет в НИКФИ под руководством Н. Н. Агокаса, Ф. Ф. Проворова и П. М. Мершина разработки по освоение двухцветного процесса с использованием двух плёнок, заряженных в съёмочную камеру методом «бипак». Проявленные впоследствии сине-зелёный и красно-оранжевый цветоделённые негативы предполагалось печатать на двухстороннюю плёнку Agfa Dipo — дипофильм, каждая из сторон которой затем вирировалась в ярко-красный и бирюзово-зелёный соответственно. Были найдены рецепты усилителя, позволявшего корректировать выход цвета на любой из сторон позитива (дипофильма), а также несколько типов ослабителей, дававших возможность гибко менять оттенки цветов до нужной степени. После первых положительных результатов, занятый в исследованиях Фёдор Проворов приступил к освоению данного процесса в фильмопроизводстве. Так на «Межрабпомфильме» был запущен первый советский цветной полнометражный игровой фильм «Груня Корнакова».
Небольшой экспериментальный фильм был задуман творческой группой «Груни Корнаковой» и снимался в параллель с основным фильмом. Участникам съёмочного процесса было важно опробовать на зрителях и продемонстрировать весь спектр возможностей цвета на экране. Часть съёмок проходила в павильоне, бо́льшая часть на натуре, в том числе на первомайских мероприятиях на Красной площади 1934 и 1935 годов.
В отличие от заокеанских «цветников», у наших не было никакой поддержки со стороны киноначальства, имелась скудная техническая база, а коллеги взирали на одержимых идеей цвета киношников, как на группку полоумных.
Для реализации задуманного прежде всего требовалось преодолеть недоверие и скептицизм руководства студии. С невероятными трудностями в освобождённом для этого подвале была оборудована химическая лаборатория по обработке киноматериалов по системе субтрактивной двухцветки. При помощи старейшего механика Н. В. Коровкина Проворову удалось сконструировать виражную машину для окраски эмульсии плёнки. Трудности возникли с обработкой цветных негативов, — проявлять их на обычных рамах оказалось невозможно. Единственная на тот момент в Москве проявочная машина находилась на Москинокомбинате на Потылихе (с 1935 года — кинофабрика «Мосфильм»), да и то это была позитивная машина. Группе Проворова, в которую входили два его ассистента Г. Рейсгоф и В. Нестеров, в порядке исключения позволили изредка в ночное время самим проявлять свой материал.

## Съёмочная группа
- Автор сценария и режиссёр — Николай Экк
- Оператор — Фёдор Проворов
- Композитор — Яков Столляр
- Звукооператор — Дмитрий Флянгольц
- Ассистенты оператора — Георгий Рейсгоф и Василий  Нестеров[6]

## Критика
Советский оператор Анатолий Головня, уже начавший к тому времени преподавать во ВГИКе, опубликовал в газете «Кино» рецензию с точки зрения зантересованного специалиста. Оценив громадную работу, проделанную творческой группой, он заострил внимание на несовершенстве способа, использованного Ф. Проворовым, как не отвечающего требованиям, предъявленным к технике цветного кино.

Межрабпомфильм сумел организовать работу по съёмке цветного фильма и сделать фильм, в этом его заслуга. Сейчас необходимо, чтобы вокруг этого дела сгруппировались большие силы, большие специалисты, чтобы им были предоставлены все возможности для экспериментов, а сама работа была выведена из кустарных условий. <…> работа по цвету требует своего развития и настоящей научной постановки дела.
— Анатолий Головня, «Кино» 5 сентября 1935
Технологическую цепочку процесса и «врождённые» недостатки субтрактивной двухцветной системы проанализировал киновед Николай Майоров, отметивший невозможность передать на экране при доступных тогда технологиях печати цветных копий заложенное в негативных материалах высокое фотографическое качество.

Примитивное оборудование для двухсторонней печати с цветоделённых негативов и практически полуручное вирирование позитива, трудности с красителями не позволяли стандартизировать процесс получения цветных копий. Каждая цветная копия двухцветного фильма была уникальна и отличалась от другой и по свету, и по цвету, и по резкости.
— Николай Майоров, «Мир техники кино» № 38, 2015

## Восстановление
Фильм считался бесследно утраченным, либо загубленным то ли в годы Великой Отечественной войны, то ли разложившимся в гидролизе. Однако оба оригинальных цветоделённых исходных негатива фильма на Agfa Bipack сохранились в фильмохранилище Госфильмофонда России.
Киноплёнка пережила и своих создателей, и критиков, и страну, в которой снималась и успехи которой прославляла. Сегодня фильм возвращается к нам как памятник эпохи, как бесценный документ истории развития отечественной кинотехники.
В 2012 году фильм восстановлен цифровым способом силами сотрудников участка цифровой работы с киноматериалами Госфильмофонда. Владимир Котовский просканировал исходные негативы, а Николай Майоров осуществил цифровое сведение двух цветоделённых изображений. Помимо восстановления естественной цветопередачи фильма удалось исправить последствия неизбежной усадки каждого кадра.

## Комментарии
1. ↑  Передняя плёнка при зарядке в «бипак» — ортохроматическая, чувствительная к сине-зелёным лучам, задняя — панхроматическая, чувствительная практически ко всему  видимому спектру[2][3].
2. ↑  Фильм «Груня Корнакова» вышел на экраны в июне следующего 1936 года под названием «Соловей-Соловушко»[2].
3. ↑  Под остриё критики А. Головни попала не только цветопередача, где «анилин забивает всё, а красный и зелёный цвета слишком выпячены», но и то обстоятельство, что наличие цвета не дало эмоциональной солнечности, блеска, яркости красок даже в сценах на натуре[7].